# Левський (община)
Общи́на Левський (болг. Община Левски) — община в Плевенській області, Болгарія. Адміністративний центр общини — місто Левський. Населення — 19 938 (лютий 2011).

## Населені пункти
| - Левський (болг. Левски) - Обнова (болг. Обнова) - Асеновці (болг. Асеновци) - Малчика (болг. Малчика) - Градиште (болг. Градище) - Билгарене (болг. Българене) | - Козар-Белене (болг. Козар Белене) - Тринчовиця (болг. Трънчовица) - Аспарухово (болг. Аспарухово) - Стежерово (болг. Стежерово) - Ізгрев (болг. Изгрев) - Божурлук (болг. Божурлук) - Варана (болг. Варана) |

## Населення
- 26 706 (2000)
- 25 607 (2005)
- 22 452 (2009)
- 19 938 (лютий 2011).